# Daphnella eugrammata
Daphnella eugrammata är en snäckart som beskrevs av Dall 1902. Daphnella eugrammata ingår i släktet Daphnella och familjen kägelsnäckor. Inga underarter finns listade i Catalogue of Life.